# Pontiac Bonneville
O Pontiac Bonneville é um modelo de porte grande da Pontiac.

## Galeria
- Primeira geração (1958)
- Segunda geração (1959-1960)
- Terceira geração (1961-1964)
- Quarta geração (1965-1970)
- Quinta geração (1971-1976)
- Sexta geração (1977-1981)
- Sétima geração (1982-1986)
- Oitava geração (1987-1991)
- Nona geração (1992-1999)
- Décima geração (2000-2005)